# Philodendron meridense
Philodendron meridense är en kallaväxtart som beskrevs av George Sydney Bunting. Philodendron meridense ingår i släktet Philodendron och familjen kallaväxter. Inga underarter finns listade.